# Du & jag döden
Du & jag döden är det sjätte studioalbumet av den svenska gruppen Kent, utgivet 2005.
Albumet vann Rockbjörnen i kategorin "Årets svenska album". 

## Låtförteckning
Text: Joakim Berg. Musik: Joakim Berg, förutom spår 5, 7 och 9 av Joakim Berg/Martin Sköld.
1. 400 slag (4:58)
2. Du är ånga (3:53)
3. Den döda vinkeln (4:19)
4. Du var min armé (3:30)
5. Palace & Main (4:05)
6. Järnspöken (3:48)
7. Klåparen (5:25)
8. Max 500 (3:35)
9. Romeo återvänder ensam (4:03)
10. Rosor & palmblad (4:06)
11. Mannen i den vita hatten (16 år senare) (6:38)

## Övrigt
Låten Romeo återvänder ensam döptes om i sista stund: när den presenterades för pressen hette den Som att komma hem.
I TV-programmet Studio Pop (25 mars 2005) blev Joakim Berg intervjuad av programledaren Per Sinding-Larsen, och det som bland annat togs upp var vilken låt som ska bli avslutningslåten på deras kommande turné. Tidigare uppträdanden med  Kent har ofta avslutats med låten 747 från albumet Isola. Mannen i den vita hatten (16 år senare) avslutas med att gång på gång upprepa "vi ska alla en gång dö" och Joakim höll med om att det kanske skulle bli en skrämmande avslutning om valet föll på den. Likafullt valde bandet sedan att byta avslutningsnummer till just den låten.

## Listplaceringar
| Lista (2005-2006) | Topplacering |
| ----------------- | ------------ |
| Danmark           | 2            |
| Finland           | 2            |
| Norge             | 1            |
| Sverige           | 1            |

## Medverkande
Kent:
- Joakim Berg – sång, gitarr
- Martin Sköld – bas, synth
- Sami Sirviö – gitarr, synth
- Harri Mänty – kompgitarr
- Markus Mustonen – trummor, piano

### Fotnoter
1. ↑  ”Svensk mediedatabas”. http://smdb.kb.se/catalog/id/001434709. Läst 3 juni 2011.
2. ↑  ”Aftonbladet”. 25 februari 2006. http://www.aftonbladet.se/nojesbladet/musik/rockbjornen/article12332776.ab. Läst 2 maj 2011.
3. ↑  red. Håkan Steen (2007). Kent - texter om Sveriges största rockband, s. 280. Sonic och Reverb Förlag. ISBN 9789185697021
4. ↑  Danishcharts - Du & jag döden på den danska albumlistan
5. ↑  Finnishcharts - Du & jag döden på den finländska albumlistan
6. ↑  Norwegiancharts - Du & jag döden på den norska albumlistan
7. ↑  Swedishcharts - Du & jag döden på den svenska albumlistan